# 207
207 (CCVII) var ett normalår som började en torsdag i den julianska kalendern.

## Händelser

### Okänt datum
- Sun Quan besegrar Huang Zu i slaget vid Xiakou.

## Födda
- Aemilianus, romersk kejsare från augusti till oktober 253 (född omkring detta år)
- Liu Shan, den siste kejsaren av det kinesiska kungadömet Shu Han

## Avlidna
- Guo Jia, militär rådgivare till Cao Cao
- Ling Cao, general under Sun Quan